# الكسندر كامينسكي
الكسندر كامينسكي (بالبولندية: Aleksander Kamiński)‏ (و. 1903 – 1978 م) هو مؤرخ، من بولندا، ولد في وارسو، توفي في وارسو، عن عمر يناهز 75 عاماً.

## التعليم
تعلم في جامعة وارسو.

## جوائز
حصل على جوائز منها:
- الصالحون بين الأمم.